# BBC National DAB
BBC National DAB è una trasmissione audio digitale britannica in multiplex per un certo numero di stazioni radio che hanno un'ampia copertura nel Regno Unito. Il multiplex è di proprietà e gestito dalla BBC e viene trasmesso da numerosi siti di trasmissione in tutto il paese; trasmette solo stazioni radio BBC.
Alla fine del 2017 oltre il 97% della popolazione del Regno Unito è alla servita dal multiplex a seguito del completamento dell'avviamento di una quarta serie di nuovi trasmettitori nei due anni precedenti, che aveva visto aumentare la portata dal 93%. Qualsiasi ulteriore ampliamento della radio DAB è in attesa di una decisione del governo su ogni possibile passaggio alla radio digitale.

## Stazioni trasmesse
I seguenti canali sono ricevibili su qualsiasi radio DAB digitale nell'area di copertura DAB della BBC nazionale:

### Servizi a tempo pieno
| Servizio          | ID Servizio | Bit rate     | Canali audio        | Descrizione                                                 | Disponibilità analogica                                       |
| ----------------- | ----------- | ------------ | ------------------- | ----------------------------------------------------------- | ------------------------------------------------------------- |
| BBC Radio 1       | C221        | 128 kbit     | Joint stereo        | Musica e discorsi popolari orientati ai giovani             | 97.1, 97.7 - 99.8 MHz                                         |
| BBC Radio 2       | C222        | 128 kbit     | Joint stereo        | Musica pop per adulti                                       | 88.0 - 90.2 MHz                                               |
| BBC Radio 3       | C223        | 160-192 kbit | Joint stereo        | Musica classica                                             | 90.3 - 92.4 MHz                                               |
| BBC Radio 4 (FM)  | C224        | 80-128 kbit  | Mono / joint stereo | Notizie e interventi parlati                                | 92.5 - 94.6 MHz 103.6 - 104.9 MHz                             |
| BBC Radio 5 Live  | C225        | 64-80 kbit   | Mono                | Notizie in diretta e sport                                  | 909, 693, 990 kHz and selected BBC Regional Stations at night |
| BBC Radio 6 Music | C22B        | 128 kbit     | Joint stereo        | Rock classico, rock alternativo, funk, indie, jazz, hip-hop | —                                                             |
| BBC Radio 4 Extra | C22C        | 80 kbit      | Mono                | Teatro leggero e drammatico, programmi per bambini          | —                                                             |
| BBC Radio 1Xtra   | C22A        | 128 kbit     | Joint stereo        | New black / musica urban                                    | —                                                             |
| BBC Asian Network | C236        | 64 kbit      | Mono                | Orientato agli asiatici                                     | Various MW                                                    |
| BBC World Service | C238        | 64 kbit      | Mono                | Versione in lingua inglese del BBC World Service            | Sulle frequenze di Radio 4 (01:00-05:20 solo)                 |
| BBC Guide         | E1C79E5E    | 16-32 kbit   | Data                | Hidden service, EPG data                                    | —                                                             |

### Servizi Part time
Il multiplex DAB della BBC National fa ampio uso della riconfigurazione dinamica degli insiemi per consentire la trasmissione di numerosi servizi part-time. Mentre questi servizi aggiuntivi sono in onda, i bit rate di (una o più) BBC Radio 3, BBC Radio 4, BBC Radio 5 Live e i servizi dati vengono ridotti.
| Nome stazione           | Descrizione |
| ----------------------- | --- |
| 5 Live Sports Extra     | Sport in diretta - utilizzato per trasmettere Test Match Special o un secondo evento sportivo quando BBC Radio 5 live trasmette anche sport in diretta. |
| Yesterday In Parliament | Radio 4 LW opt-out simulcast; Giorni feriali 08:30-09: 00; Sabato 08:45-09:00.                                                                          |
| Daily Service           | Musica cristiana e culto, simulcast di opt-out di Radio 4 LW; Giorni feriali 09: 45-10: 00                                                              |

### Servizi "Pop-up"
Negli ultimi anni la BBC ha iniziato a sperimentare stazioni radio digitali "Pop-up" a breve termine, ciascuna delle quali ha trasmesso per circa 4 giorni alla volta, coprendo festival musicali e altri eventi speciali. Il primo a essere trasmesso è stato BBC Radio 5 Live Olympics Extra nel 2012, poi BBC Radio 2 Eurovision è stato lanciato per la prima volta nel 2014 ed è stato affiancato da BBC Radio 2 Country, BBC Music Jazz nel 2015 e BBC Radio 2 50s nell'aprile 2016. Quando queste stazioni temporanee sono in onda, di solito si verifica una riduzione della velocità in bit della stazione principale (Radio 1, Radio 2 o Radio 3).
| Nome stazione             | Descrizione |
| ------------------------- | --- |
| BBC 5 Live Olympics Extra | Available during 2012 Summer Olympics with coverage consisting of sports commentaries. |
| BBC Radio 2 Eurovision    | Lanciata nel maggio 2014 per estendere la copertura della BBC del Eurovision Song Contest. Ritorna nel 2015 per fornire la copertura del concorso 2015.                                                         |
| BBC Radio 2 Country       | Lanciato a marzo 2015 per fornire la copertura del festival di musica country di Londra C2C: Country to Country. Ritornato nel 2016 per coprire il festival 2016 e di nuovo nel 2017.                           |
| BBC Music Jazz            | Lanciato nel novembre 2015 come joint venture tra BBC Radio 3 e Jazz FM, con la programmazione che celebra la musica Jazz in tutte le sue varie forme.                                                          |
| BBC Radio 2 50s           | Lanciato nell'aprile 2016 come celebrazione della musica e dell'intrattenimento degli anni '50. |
| BBC Radio 1 Vintage       | Disponibile a settembre 2017 come celebrazione del 50º anniversario di BBC Radio 1. |
| BBC Radio 2 Beatles       | Lanciato a settembre 2019 come celebrazione dei 50 anni dell'album dei Beatles Abbey Road con interviste su come è stato creato l'album e su come ha influenzato la successiva generazione di artisti musicali. |

### Chiusure di stazioni
BBC Asian Network avrebbe dovuto essere ritirata verso il 2011 dopo la pubblicazione dei piani per la chiusura della stazione. La BBC ha anche pianificato di chiudere 6 Music. Da allora entrambe le stazioni sono state salvate dalla chiusura, 6 Music è stata mantenuta dopo l'aumento dei numeri degli ascolti ed è stata creata una campagna su Facebook con 180.000 sostenitori.